# Jan Starý (fotbalista)
Jan Starý (7. února 1884 Královské Vinohrady – 19. srpna 1959) byl český fotbalista, útočník.

## Fotbalová kariéra
Hrál za SK Slavia Praha v předligové éře. Skvělý technik, jeden z prvních mistrů české uličky. Vítěz poháru dobročinnosti 1910. Reprezentoval Čechy ve 3 utkáních a dal 2 góly.